# 京都圣母女学院短期大学
京都圣母女学院短期大学（日语：／ Kyoto Seibo Jogakuin Tanki Daigaku *），简称京都圣母短大，是過去一所位于日本京都府京都市伏见区的私立短期大学，2018年停辦。

## 概要

### 简介
- 学校最早可以追溯到1923年[2]。短期大学为于1962年开办[2]、由学校法人圣母女学院经营、来源于法兰西人传教士创立的修道会、由于教育的基础是天主教[2]。

### 历史
- 1962年 圣母女学院短期大学成立并同时设置一个学科即家政科、校园在了大阪府寝屋川市三井1011[2]。
- 1968年 儿童教育科成立在了京都府京都市伏见区[2]。
- 1972年 家政科改名为家政学科（改名为生活科学科于1993年）[2]。
- 1973年 专科儿童教育专攻成立[2]。
- 1975年 儿童教育科改名为儿童教育学科[3]。
- 1981年 家政学科校园迁址至京都府京都市伏见区[2]。
- 1986年 家政学科分离为两个专攻、以下列举[3]。
  - 家政专攻（改名为生活科学専攻于1993年）
  - 食物营养专攻
- 1988年 国际文化学科成立[2]。
- 1993年 专科国际文化专攻成立（正式停办于2008年）[2]。
- 2002年 国际文化学科分离为两个专攻、以下列举[2]。
  - 国际福利专攻[注 2]
  - 英语传播专攻[注 1]
- 2011年 改校名为京都圣母女学院短期大学[2]。
- 2018年 停辦。

### 宪章
- 请参看京都圣母女学院短期大学的标志 （页面存档备份，存于） （日語） 2014年2月15日阅览。

## 学校环境
- 校区：在京都府京都市伏见区

## 历任校长
- 近末贡：第一代短期大学校长[4]。
- 沼野元义：现在短期大学校长[5]

## 组织

### 学科
- 生活科学科
  - 职业设计专攻
  - 食物营养专攻
- 儿童教育学科
- 国际文化学科[注 1]
  - 国际福利专攻[注 2]
  - 英语传播专攻[注 1]

### 专科
| - 儿童教育专攻 - 国际文化专攻 |

### 业余课程
| - 没有 |

### 附属机关
| - 图书馆 |

## 相关链接
- 日本短期大学列表